# 岡本清三
岡本 清三（おかもと せいぞう、1857年8月4日（安政4年6月15日） - 1932年（昭和7年）5月30日）は、日本の政治家、鉄道実業家である。

## 来歴・人物
尾張国海東郡津島村(現在の愛知県津島市)で生まれる。1865年に中島郡の忍順寺に入って、服部諦信と改名し、約7年間修業した。1879年に愛知県師範学校を卒業した後に宮口学校、飛島学校などで教鞭を取った。1882年に岡本家の養子となり、岡本清三と名乗る。1886年に津島村会議員に就任し、1890年から1903年6月までに愛知県会議員を務めた。1890年の第3回内国勧業博覧会で電車を見たのを機に愛知県での電気鉄道敷設に奔走し、1894年に愛知馬車鉄道の取締役に就任し、名古屋電気鉄道取締役と尾西鉄道取締役も務めた。1893年に津島町の初代町長に就任し、1892年12月から1896年10月までに県参事会員を務め、1898年11月から1899年4月までに県会議長を務めた。